# Castell de Coix
El castell de Coix, denominat de Santa Bàrbara, o d'Ayala s'alça sobre un petit turó rocós anomenat "El portichuelo", en les proximitats de la localitat de Coix, al Baix Segura.
El castell de Santa Bàrbara va ser construït per Juan Ruiz Dávalos en 1466.
Es tracta d'un castell de reduïdes dimensions però d'aspecte molt sòlid, que es veu realçat per les torres cúbiques que defensen els seus flancs. En ell poden apreciar-se dues zones ben diferenciades, el recinte emmurallat poligonal i la casa senyorial fortificada, que és rectangular amb dos pisos comunicats per una escala, i dues sales en cada planta.
El seu estat va ser raonablement bo fins a mitjans del segle xx, quan les successives espoliacions el van deixar en un estat ruïnós.
Fa algun temps va ser restaurat d'acord amb el seu aspecte original.
1. ↑  URL de la referència: http://eduwp.edu.gva.es/patrimonio-cultural/ficha-inmueble.php?id=1763.